# Öakse
Öakse, auch als Öakse laid bekannt, ist eine kleine estnische Insel in der Ostsee.
Die unbewohnte Insel zählt zu den Moonsund-Inseln und ist mit 7,8 ha eine der sieben größten im Inselschutzgebiet Hiiumaa.